# Pace di Ghemme
La pace di Ghemme, firmata nell'omonima cittadina piemontese tra l'ottobre ed il novembre 1467, fu un trattato che mise fine allo scontro fra il Ducato di Savoia ed il Ducato di Milano.

## Antefatti
In questo periodo la stessa cittadina piemontese ospitò per un mese il duca di Milano Galeazzo Maria Sforza.
Prima della firma del trattato, Ghemme ed i paesi limitrofi (di dominio Sforza) vennero occupate dai Savoia; pertanto, il Ducato di Milano minacciò guerra nei confronti del Ducato di Savoia, ma nonostante i due eserciti s'incontrarono non si verificò alcuno scontro e non fu invaso il territorio: ci fu giusto qualche scaramuccia dovuta al passaggio della Sesia da parte dei Savoini. Il loro comandante, Filippo di Savoia, non aveva alcuna intenzione di provocare gli Sforza.

## Il trattato
Galeazzo Maria Sforza e Filippo di Savoia, fratello del duca Amedeo IX di Savoia, conclusero le rispettive ostilità mediante il trattato, che inoltre sancì il matrimonio dello stesso duca di Milano con Bona di Savoia, sorella di Filippo ed Amedeo.
Il Ducato di Savoia ed il Ducato di Milano conclusero la pace definitiva presso il castello-ricetto di Ghemme, verso la fine del 1467; il trattato fu ratificato dai principali Stati regionali.